# Isosaari (ö i Finland, Mellersta Österbotten, Kaustby, lat 63,77, long 24,44)
Isosaari är en ö i Finland. Den ligger i sjön Haarajärvi och i kommunen Toholampi i den ekonomiska regionen  Kaustby ekonomiska region  och landskapet Mellersta Österbotten, i den centrala delen av landet, 400 km norr om huvudstaden Helsingfors. Öns area är 4,2 hektar och dess största längd är 370 meter i öst-västlig riktning.